# Grúz borok

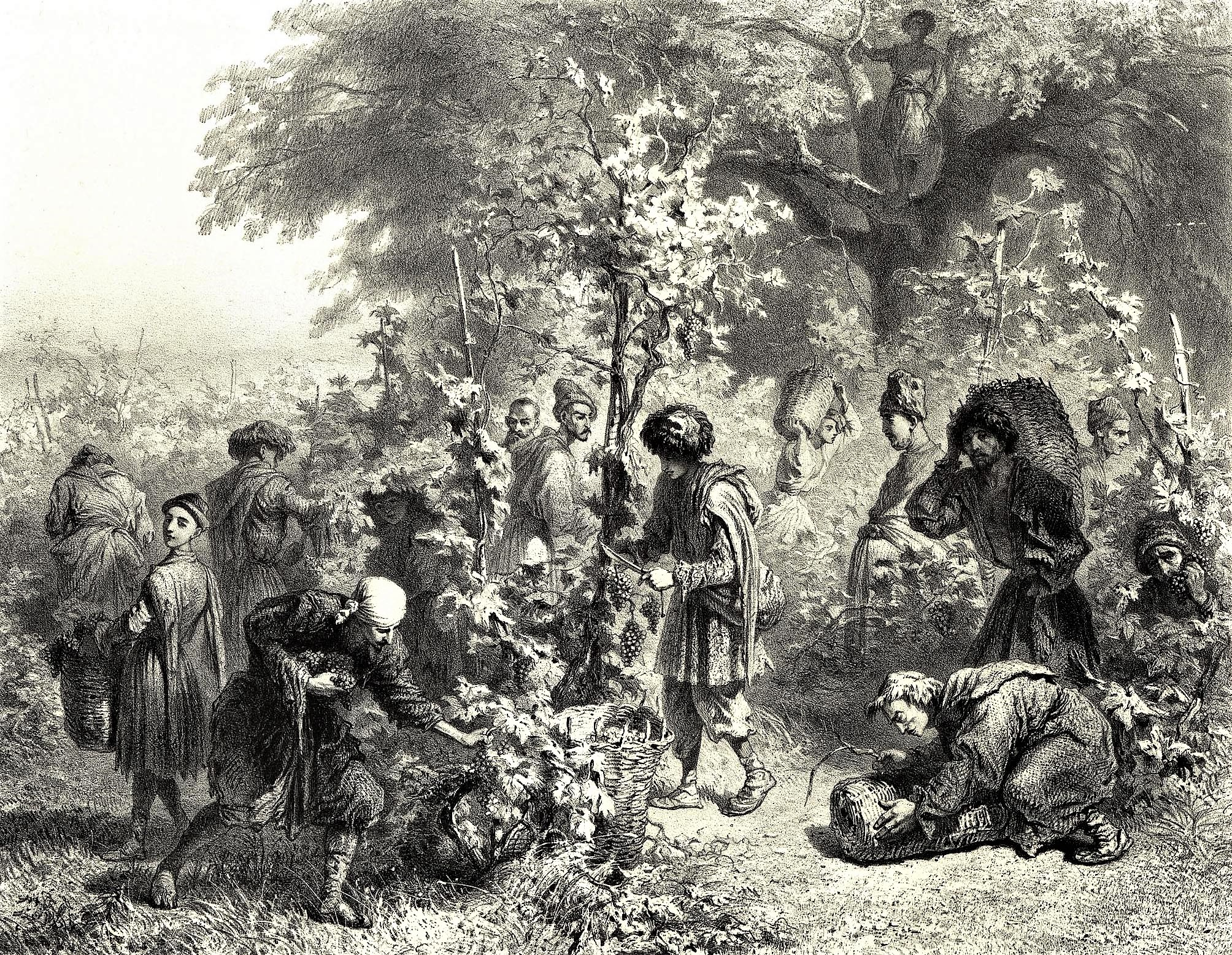
Grigorij Gagarin (1810-1893) orosz festő 1847-ben publikált rajza a grúziai Kahéti vidékéről

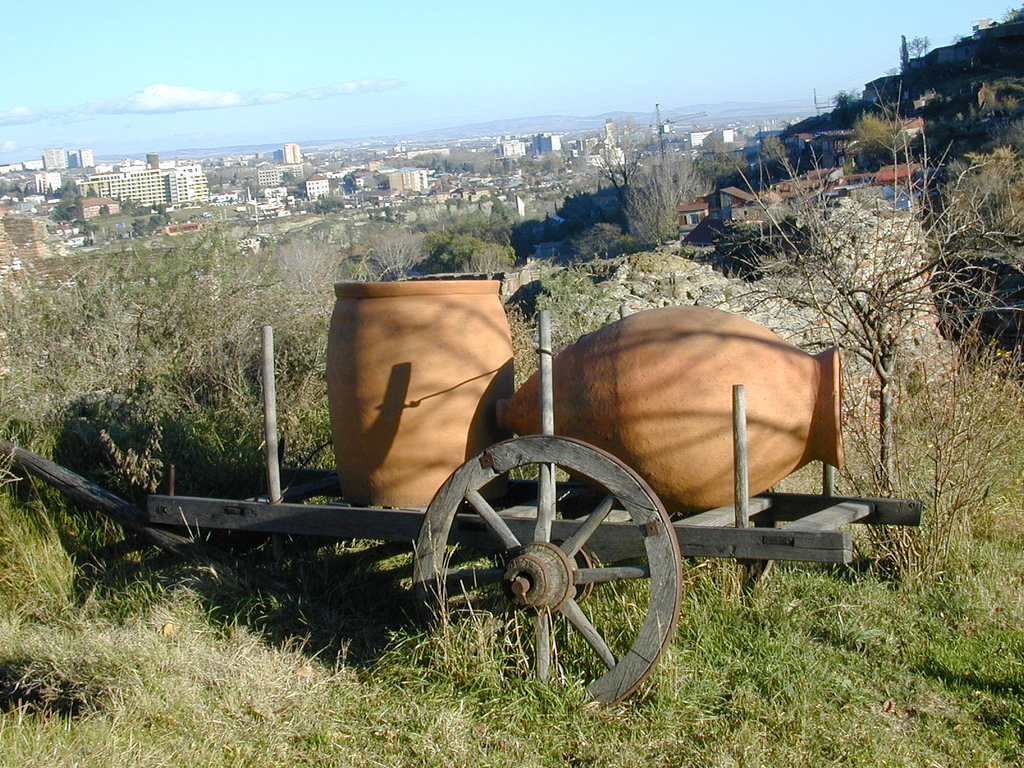
Két „Kvevri” a taligán, a kvevriben történő borkészítés 5000 éve ismert módszer Grúziában

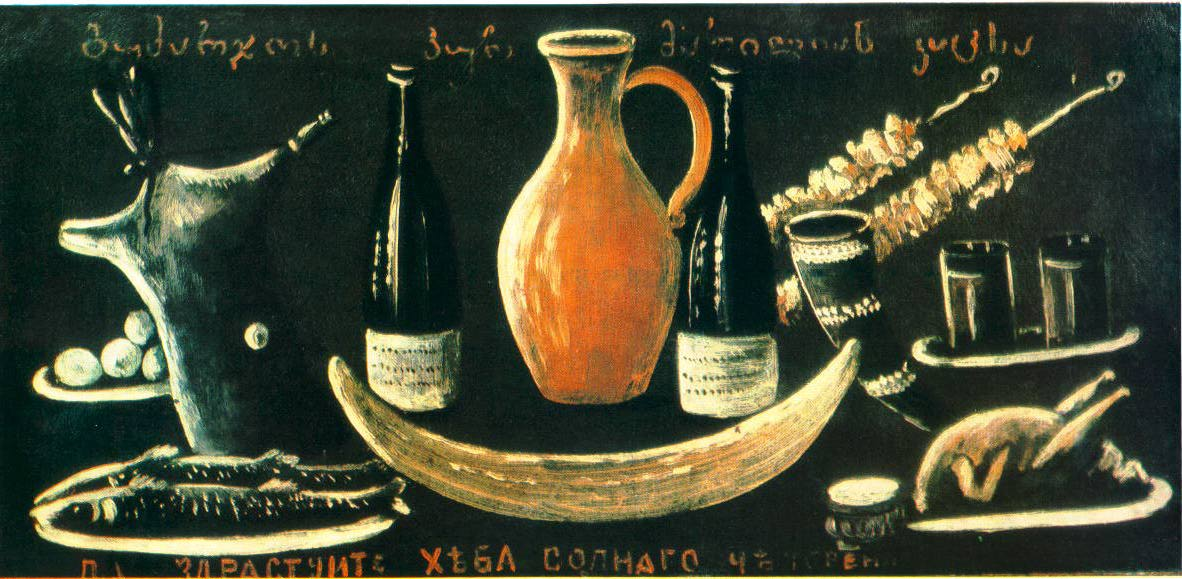
Piroszmani festménye

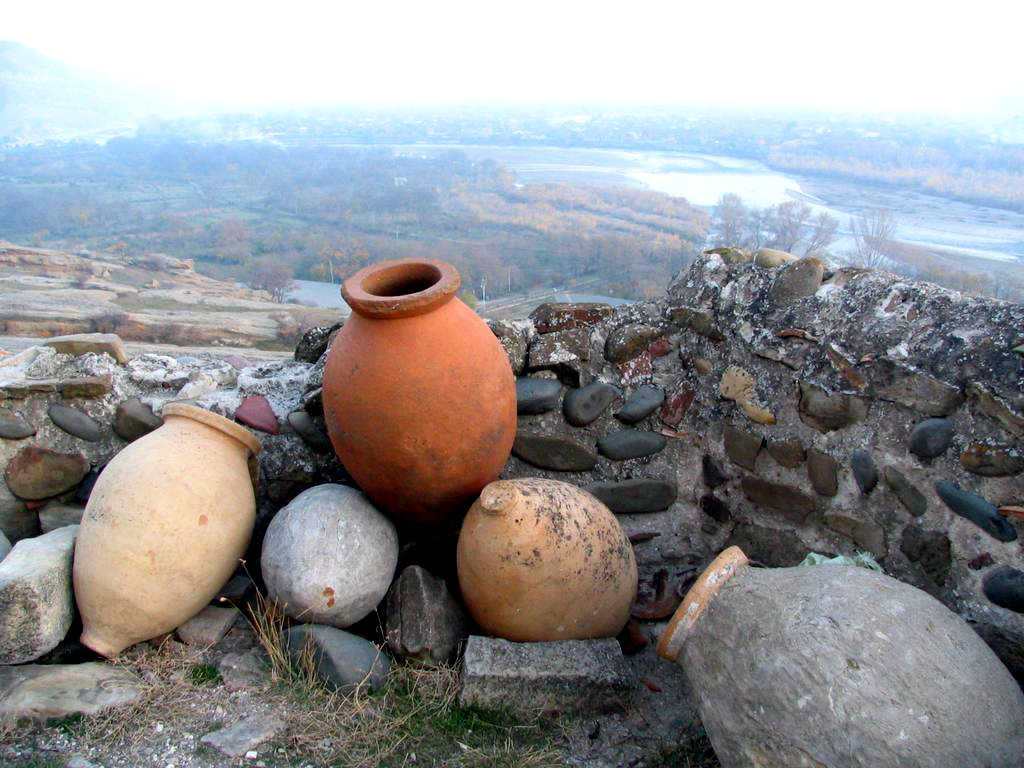
Kvevrik Gori határában

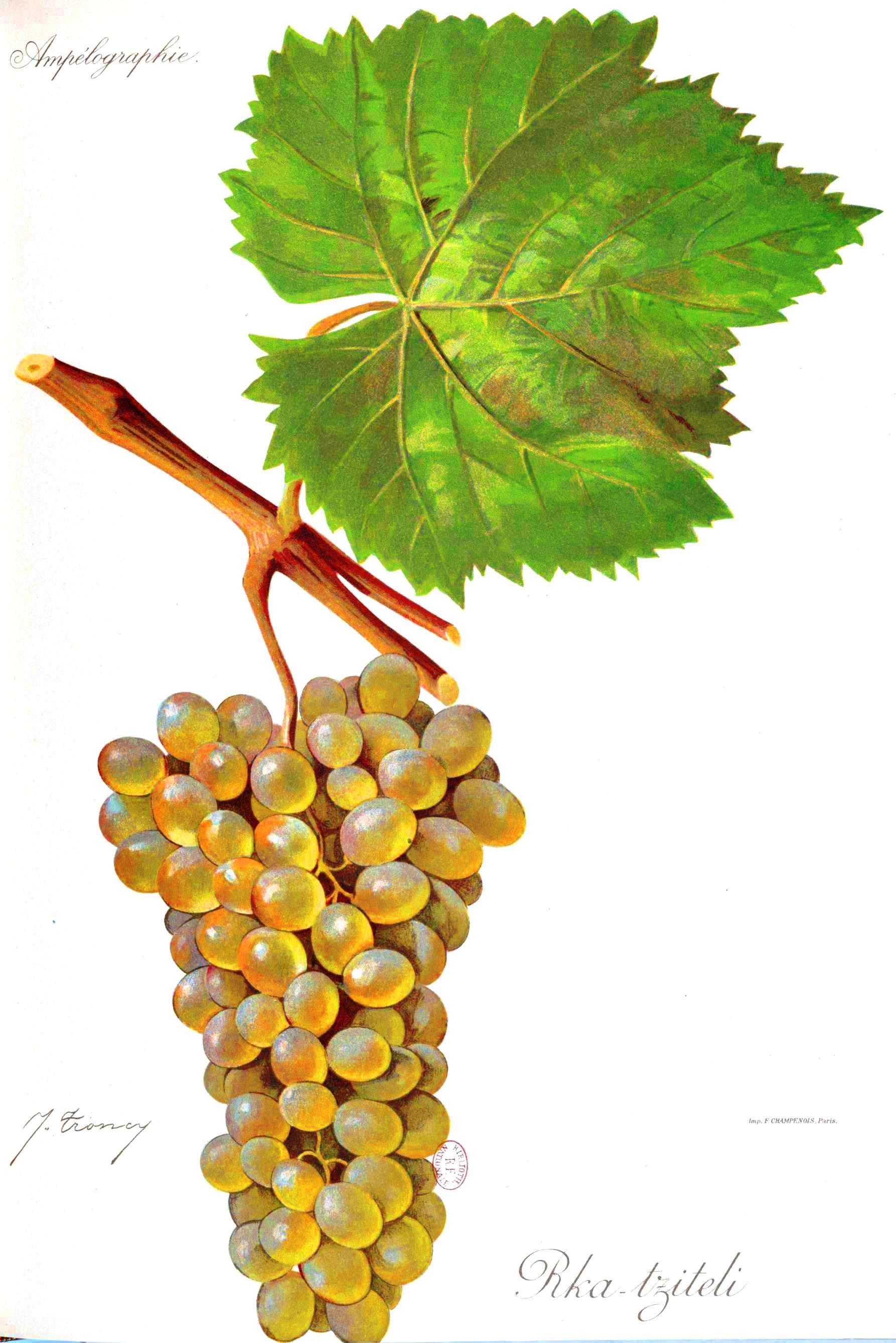
Rkaciteli

A grúz borok feltehetően a történelem legrégebbi borai. Az Oxford Companion to Wine (Jancis Robinson, 1994) állítása szerint a bortermelés eredetét a Dél-Kaukázusban, a mai Grúziában találhatni meg. „Grúziában találtak olyan magokat, amelyek termesztett szőlő magjainak tűnnek (alakjuk különbözik a vadszőlő magjáétól), és körülbelül Kr.e. 6000-re datálhatóak.” (Rod Phillips, 2001: A Short History of Wine. London).
A bor sok nyelvben használt neve is (wine, Wein, vino, stb.) is a grúz „ghvino" szóból származik minden bizonnyal. Az ősi borkészítési eljárás nagyjából ez volt: a (vad)szőlő kipréselt levét méhviasszal lezárt agyagedényekben, grúzul kvevrikben a földbe ásták, hogy ott állandó, alacsony hőmérsékleten végbemenjen az erjedés. A Dél-Kaukázusban a mai napig sokan művelik a  borkészítésnek ezt az ősi módját. A lakóházuk mellett egy külön kis épületben (marani) ássák el a kvevriket.
Egy nagyszerű grúz kisjátékfilm, A korsó is megörökíti ezt.
Grúzia borkészítő szakértelme ismert volt az ókorban. Például Apollóniosz Rhodiosz, Sztrabón és Prokopiosz is leírta, mint az első ismert termesztett szőlőfajták és borok földjét.
A borkészítés hagyományos módszere a grúz vidékről terjedt el Mezopotámia, Egyiptom, Görögország felé. A kvevrihez hasonló edényeket találtak a Római Birodalomban is, ahol ezeket doliumnak nevezték, míg görögül pithos, spanyolul pedig tinaja volt a neve.
Amikor a Konstantinápolyból érkezett Kappadókiai Szent Nino elterjesztette a kereszténységet Grúziában, szőlőágakból készített és hajával összekötözött keresztjével térítette a népet az ortodox keresztény hitre. A templomokban ma is megtalálható a borra utaló ornamentikus díszítés.
Az orosz fogyasztóvédelmi szolgálat 2006-ban betiltotta a grúz borok importját, aminek valódi oka a két ország közötti háborúskodás volt. A grúz címkéjű borok egy része akkor Oroszországban gyártott gyatra hamisítvány volt. 2013-ban az embargót feloldották. A grúzok ezalatt korszerűsítették a termelést, és sikerült betörniük európai és ázsiai piacokra is.
A grúz cserépedényben történő szőlőmust erjesztés a kvevri-technológia, biztosítja a mikrooxidációt a borkészítés során, azonban nem befolyásolja az ízt. A bort általában több hónapos héjon tartás után fejtik le belőle. Az UNESCO általi szellemi kulturális örökségek között nyilvántartott eljárás.

## Grúz szőlőbor-fajták

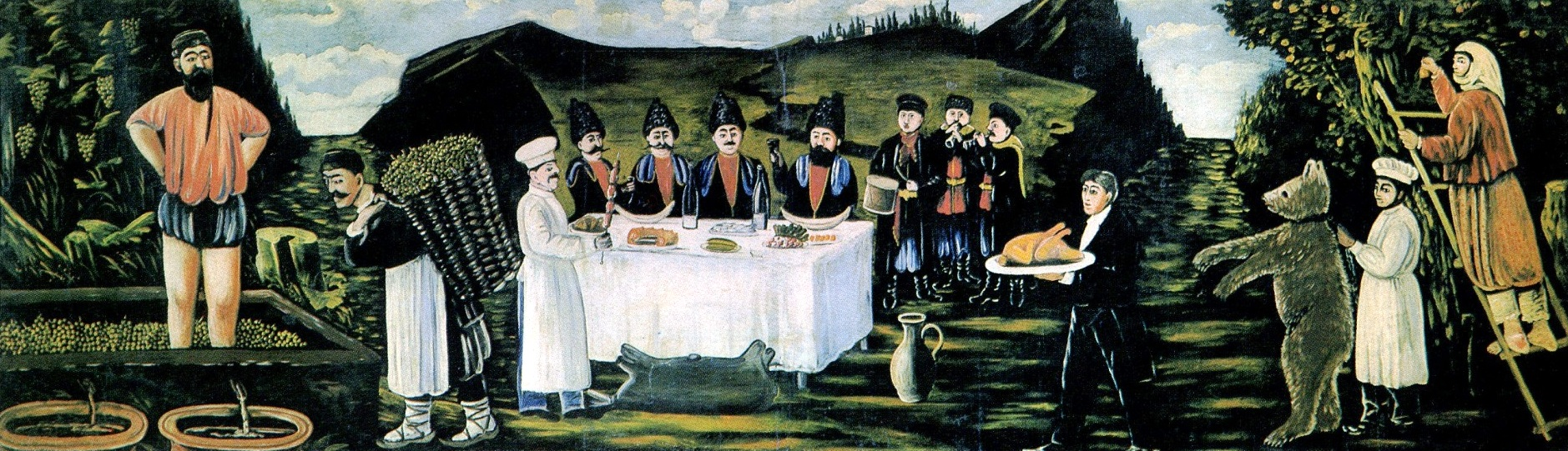
Piroszmani: Szüret

### Fehérszőlők
- goruli mcvane
- mcvane
- rkaciteli
- cicka
- colikauri
- cinandali (tsinandali)
- Саэро (szaero)

### Kékszőlők
- alekszandrouli
- mudzsuretuli
- odzsalesi
- saperavi
- Akhasheni Marani
- Tavkveri